# Pedranópolis
Pedranópolis este un oraș în São Paulo (SP), Brazilia.